# サイボク
株式会社サイボクは、埼玉県日高市の食品加工メーカー。
テレビ番組どっちの料理ショーのVIP食材として、DLG（ドイツ農業協会）国際品質競技会では連続金メダルを受賞している。また秘密のケンミンSHOW 極では日高市のサイボク本社が「埼玉のディズニーランド」と称されるほどの埼玉の人気テーマパークとなっている。

## 沿革
- 1946年 - 育種牧場としてスタート。品種改良を積極的に行う。創業者は、笹崎龍雄[1]。
- 1975年 - 直売所を開店。以降、レストラン、楽農ひろば、パークゴルフ場と業容を拡大する。
- 1999年 - DLG（ドイツ農業協会）国際品質競技会に出品。金メダルを獲得。（ - 2006年まで8年連続）
- 2002年 - 日高牧場が山梨県南巨摩郡に移転する。日高牧場跡地から温泉（サイボク天然温泉）が湧出し、温泉スタンドを設置する。
- 2004年 - 埼玉県日高市の本店脇に、サイボク天然温泉を利用した日帰り入浴施設「サイボク天然温泉まきばの湯」オープン。
- 2013年 - 2012年12月6日からの休館を経て、1月16日「サイボク天然温泉まきばの湯」閉館
- 2014年 - 「天然温泉花鳥風月」として温浴施設の営業を再開。
- 2015年 - 創立70年。
- 2018年 - 4月1日からブランド名、ロゴデザインを一新。ブランド名をサイボクに変更。
- 2023年 - 4月1日から社名を株式会社埼玉種畜牧場から株式会社サイボクに変更。

## 事業所
- 本店
  - レストランサイボク
  - 楽農ひろば
  - 天然温泉花鳥風月
  - 通信販売
- 西武所沢店
- 丸広川越店
- 丸広入間店
- 伊勢丹浦和店
- 仙台泉店
- 東武池袋店
- JR川越駅店

本店の駐車場には、大型バスが停車できる広大な駐車場がある。

## 牧場
- 南アルプス牧場（山梨県南巨摩郡早川町）
- 鳩山牧場（埼玉県比企郡鳩山町）
- 東北牧場（宮城県栗原市）

## テレビ番組
- 日経スペシャル カンブリア宮殿 "豚のテーマパーク"で400万人集客！ ニッポン養豚の開拓者が挑む食ビジネス（2014年7月24日、テレビ東京）[1]

## 書籍

### 関連書籍
- 『養豚大成 実地経営』改著版』（著者:笹崎龍雄）（1962年5月、養賢堂）
- 『ミートピア創造の詩』（著者:笹崎龍雄）（1986年12月20日、商業界）ISBN 9784785500696
- 『養豚大成 実地経営 第3次改著』（著者:笹崎龍雄）（1988年6月1日、養賢堂）ISBN 9784842502755
- 『「楽」農文化の時代 ミートピア創造「緑の牧場から食卓まで」』（著者:笹崎龍雄）（1991年2月28日、ダイヤモンドセールス編集企画）ISBN 9784478081587
- 『夢牧場物語 養豚のバイブルを作ったひと笹崎龍雄の歩んだ道』（著者:川合栄）（1992年12月15日、東明社）ISBN 9784809500534
- 『わが輩は豚である 埼玉種畜牧場物語』（著者:笹崎龍雄）（1996年1月1日、埼玉種畜牧場）
- 『埼牧ゆめ草子』（著者:笹崎龍雄）（1996年9月1日、埼玉種畜牧場）
- 『「楽農」革命 農業再生が日本を救う』（著者:笹崎龍雄）（1997年8月4日、ビジネス社）ISBN 9784828407401
- 『「生活」革命 食を原点とした「本物の暮らし」を見直す』（著者:笹崎龍雄）（2002年4月1日、ビジネス社）ISBN 9784828409764
- 『夢づくり人生九十年』（著者:笹崎龍雄）（2006年9月3日、致知出版社）ISBN 9784884747527